# 女鹿沢村
女鹿沢村（めがさわむら）は、かつて青森県にあった村。

## 地理
- 河川：十川

## 沿革
- 1889年（明治22年）4月1日 - 町村制施行により南津軽郡女鹿沢村、下十川村、増館村が合併し、女鹿沢村が発足。
- 1954年（昭和29年）12月15日 - 南津軽郡浪岡町、野沢村、大杉村、五郷村と合併し浪岡町となる。

## 公共施設
- 女鹿沢小学校
- 成業小学校
- 女鹿沢中学校